# Staffan Ahrenberg
Staffan Hjalmar Theodor Ahrenberg, född 27 september 1957 i Stockholm, är en svensk bokförläggare, konstsamlare och filmproducent.

## De tidiga åren
Staffan Ahrenberg är son till affärsmannen och konstsamlaren Theodor Ahrenberg och Ulla Ahrenberg, född Frisell. Han växte upp i Stockholm och Chexbres i Schweiz, dit familjen flyttade 1962. Han kom tidigt i kontakt med konst genom sin fars rika konstsamling som byggdes upp mellan slutet av 1940-talet och senare delen av 1980-talet, med verk av Picasso, Matisse, Chagall, Le Corbusier, Fontana, Olle Bærtling, Sam Francis och Mark Tobey. Ahrenbergs väg in i den samtida konsten gick genom studion i familjehemmet i Chexbres, där konstnärer som Christo, Tadeusz Kantor, Enrico Baj, Jean Tinguely och Niki de Saint Phalle bodde och arbetade mellan 1962 och 1977.

## Karriär
1975 träffade Ahrenberg filmproducenten Alexander Salkind (1921–1997), som producerade Superman – The Movie (1978) med Marlon Brando. Hos honom arbetade han som assistent i tre år innan han flyttade till Los Angeles och inledde sin egen karriär som filmproducent. Bland Ahrenbergs filmer som producent eller verkställande producent från den tiden kan nämnas Johnny Mnemonic (1995), Total Eclipse (1995), Den stillsamme amerikanen och Summer Love (2006).
2011 förvärvade Ahrenberg förlaget, galleriet och tidskriften Cahiers d'art som ligger på 14 rue du Dragon i Paris. Förlaget grundades 1926 av konsthistorikern och förläggaren Christian Zervos (1889–1970). Den 18 oktober 2012 återupptog Ahrenberg utgivningen av Cahiers d'art med det första numret av den legendariska tidskriften sedan 1960. Numret ägnas Ellsworth Kellys arbete och har Hans Ulrich Obrist och Sam Keller som medredaktörer. I efterföljande utgåvor har samarbetet med inflytelserika samtida konstnärer fortsatt, däribland Rosemarie Trockel, Hiroshi Sugimoto och Gabriel Orozco. Böcker från Cahiers d'art med Ahrenberg som utgivare är bland andra Calder by Matter (2012), Ellsworth Kelly: Catalogue Raisonné of Paintings, Reliefs, and Sculpture. Vol. 1, 1940–1953 (2015), Thomas Schütte: Watercolors for Robert Walser and Donald Young, 2011–2012 (2016) och i synnerhet 2013 års nyutgåva av konstmonografin Pablo Picasso by Christian Zervos (the ”Zervos”) i 33 volymer, som gavs ut första gången mellan 1932 och 1978.
Ahrenberg samordnar också utställningar, dels på Cahiers d'arts Parisgalleri, till exempel ”Hiroshi Sugimoto” (2014) och ”Miró” (2018), dels vid andra institutioner, exempelvis ”Le Corbusier. The Secrets of Creativity: Between Painting and Architecture” på Pushkin State Museum of Fine Arts i Moskva (2012) och ”Moment – Le Corbusier’s Secret Laboratory” på Moderna Museet i Stockholm (2013).
Ahrenberg utsågs till Chevalier de l’ordre des arts et des lettres av Frankrikes kulturdepartement i maj 2018.

## Konstsamling
Ahrenberg har samlat modern och samtida konst sedan 1977, inledningsvis geometrisk konst av konstnärer som Auguste Herbin och Josef Albers. Hans nuvarande samling innehåller verk av Picasso, Matisse, Kandinskij, Le Corbusier, Richard Serra, Robert Longo, Wolfgang Tillmans, Cildo Meireles, Jenny Holzer, Martin Kippenberger och Adrián Villar Rojas.

## Filmografi
- Konstsamlaren och katastrofen, 2017 (som sig själv)
- Summer Love, 2006 (producent)
- The Quiet American, 2002 (producent)
- Another Nine & a Half Weeks, 1997 (producent)
- Total Eclipse, 1995 (producent)
- Johnny Mnemonic, 1995 (verkställande producent)
- The Turn of the Screw, 1992 (verkställande producent)
- Jersey Girl, 1992 (producent)
- Zandalee, 1991 (verkställande producent)
- Lobster Man from Mars, 1989 (verkställande producent)
- Waxwork, 1988 (producent)[13]

## Publikationer
- Le Corbusier’s Secret Laboratory. From Painting to Architecture, Hatje Cantz, Ostfildern, 2013 (medredaktör och medverkande)
- Cahiers d’Art. Picasso In the Studio, specialutgåva 2015 (intervju med Robert Longo)
- Living with Picasso, Matisse and Christo: Theodor Ahrenberg and His Collection’s, Thames & Hudson, London, 2018 (medverkande)
- Ett liv med Matisse, Picasso och Christo – Theodor Ahrenberg och hans samlingar Arvinius + Orfeus Publishing, Stockholm, 2018 (medverkande)
- Cahiers d’Art. Miró, september 2018 (intervju med Miquel Barceló)